# Equipo de Copa Davis de Kazajistán
El Equipo de Kazajistán de Copa Davis representa a Kazajistán en Copa Davis tenis que representa a la Federación de Tenis de Kazajistán 2011. Kazajistán compite en el Grupo Mundial por primera vez después de su victoria ante el Suiza en la Repesca. Después de la victoria de primera ronda en contra de la República Checa en 2011, Kazajistán aseguró el lugar en el Grupo Mundial de la Copa Davis 2012.

## Historia
Kazajistán compitió en su primera Copa Davis en 1995. Los jugadores kazajos representaban anteriormente a la URSS.

## Equipo actual
| Jugador              | Individuales | Dobles |
| -------------------- | ------------ | ------ |
| Andréi Golúbev       | 16 - 7       | 8 - 5  |
| Aleksandr Nedovyesov | 2 - 5        | 5 - 4  |
| Mijaíl Kukushkin     | 23 - 13      | 0 - 1  |
| Dmitry Popko         | 4 - 2        | -      |
| Timur Khabibulin     | 0 - 0        | 2 - 1  |